# Ульфт, Якоб ван дер
Якоб ван дер Ульфт (нидерл. Jacob van der Ulft; март 1621, Горинхем — похоронен 18 ноября 1689 года, Нордвейк) — голландский рисовальщик, живописец по стеклу, гравёр и архитектор Золотого века голландского искусства. Романист. Известен ведутами (городскими видами) Италии и топографическими изображениями зданий.

## Биография
Якоб ван дер Ульфт родился в Горинхеме в семье живописца по стеклу Авраама Альбертса и Неске Рейньерс. По сведениям «RKD» (Нидерландский институт истории искусств) крещён в Горинхеме 26 марта 1621 г. Он женился в 1643 году на Хелене Виллемсдр де Вейн в Горинхеме и стал дядей по браку Петеру Болькману. Имел дочь: Марию Якобсдр ван дер Ульфт.
С ранних лет Якоб ван дер Ульфт посвятил себя живописи из-за любви к этому предмету, но писал исключительно для удовольствия и никогда не продавал свои работы. Ван дер Ульфт был в Риме около 1650 года, где стал членом общества «Перелётные птицы», или «Бент» (нидерл. bent — клуб, собрание, нидерл. Bent vogels — перелётные птицы, или нидерл. Bentvueghels — «птицы пера») — сообщество, или «братство», иностранных художников, прибывавших в католический Рим из северных стран (главным образом из Нидерландов и Германии) с целью изучения сокровищ классического искусства. Однако историограф Арнольд Хоубракен утверждал, что он никогда не ступал на землю Италии и что он основывал свои «итальянские» гравюры на чужих рисунках. Так или иначе пятьдесят восемь «видов с натуры в Италии» (Париж, Fondation Custodia, инв. № 6481), вероятно являются копиями рисунков с натуры Яна де Бисхопа.
Он выполнил несколько заданий для города: в 1658 году по заказу города Горинхема сделал несколько эскизов для гербов, выполнил иллюстрации для «De Historien der Vromen Martelaren». В 1659 году он упоминается в нотариально заверенном документе как живописец и архитектор. Между 1660 и 1679 годами он был бургомистром. Однако в 1679 году покинул Горинхем из-за обвинений в коррупции, недолгое время оставался в Гааге. В конце концов уехал из Горинхема, вероятно, навсегда около 1683 года.
С 1683 года проживал в Нордвейке, где и умер 18 ноября 1689 года.
Ван дер Ульфт был хорошим химиком: он нашёл собственный рецепт приготовления силикатной краски для живописи на стекле. Множество образцов его витражного искусства имелось в Горинхеме и в близлежащих городах.

## Галерея

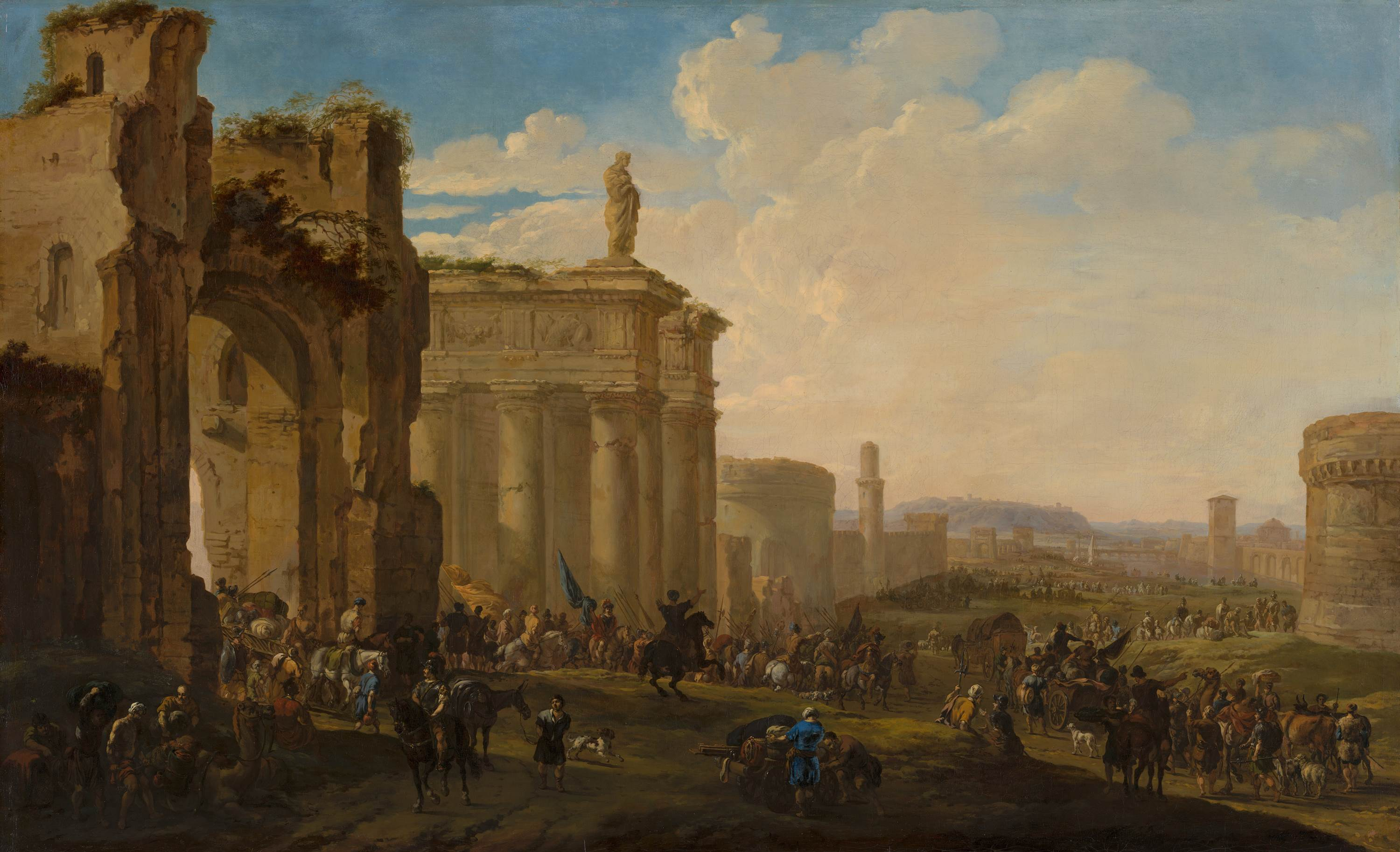
Войско продвигается среди римских руин. 1671. Холст, масло. Маурицхёйс, Гаага
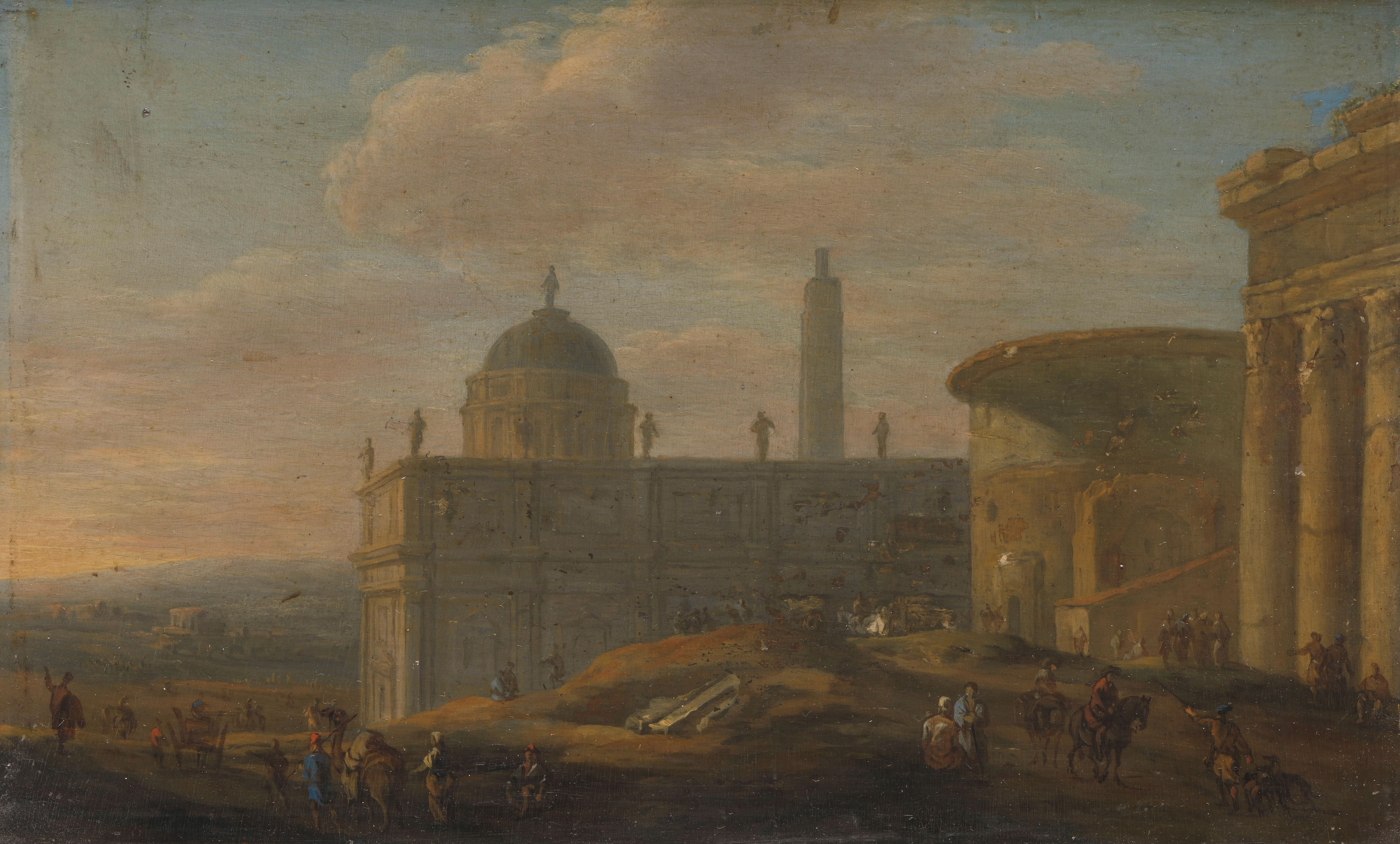
Итальянский городской пейзаж с несколькими старинными зданиями. Между 1650 и 1689. Дерево, масло. Рейксмюсеум, Амстердам
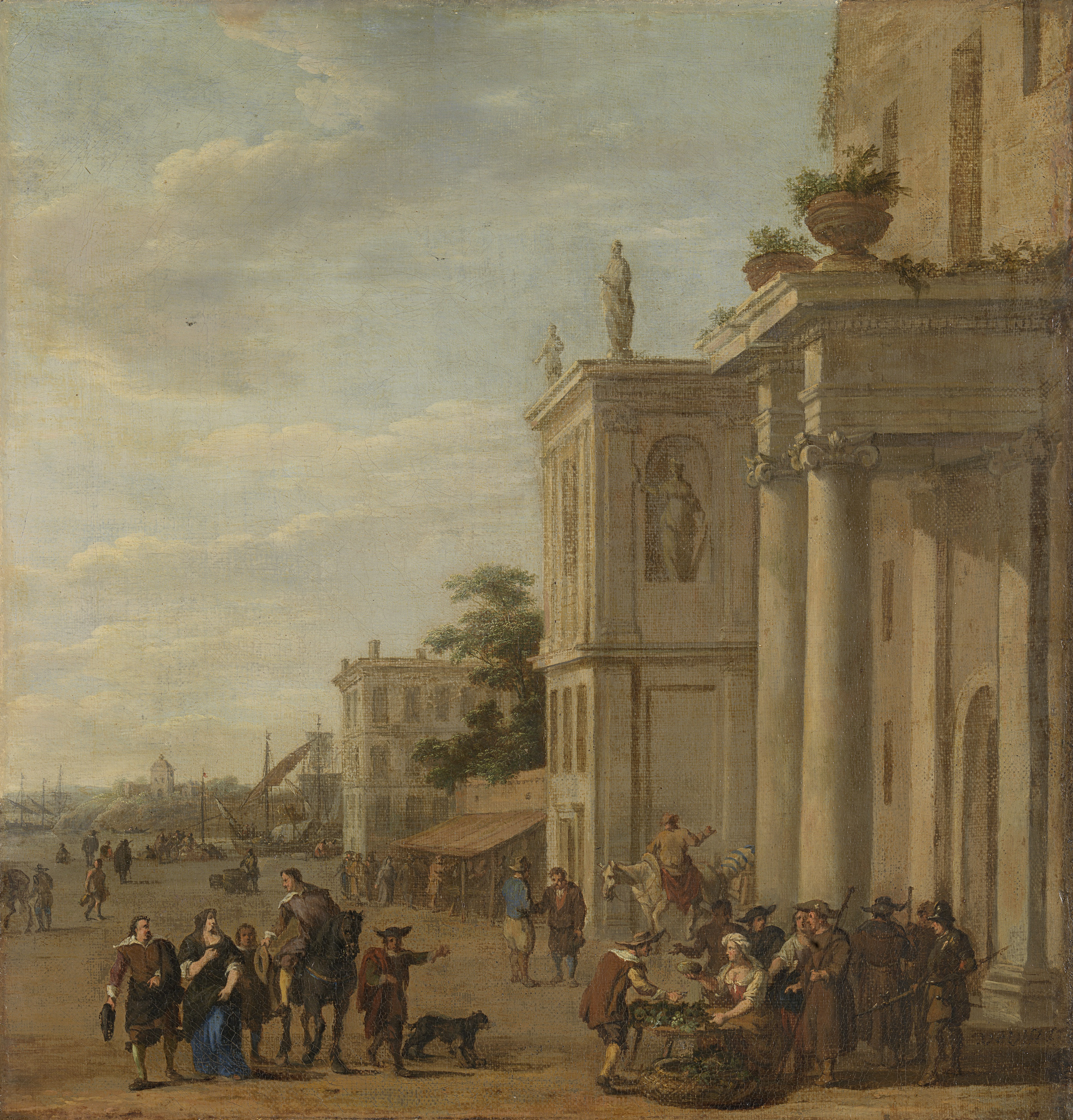
Итальянская рыночная сцена. Между 1650 и 1689. Холст, масло. Рейксмюсеум, Амстердам
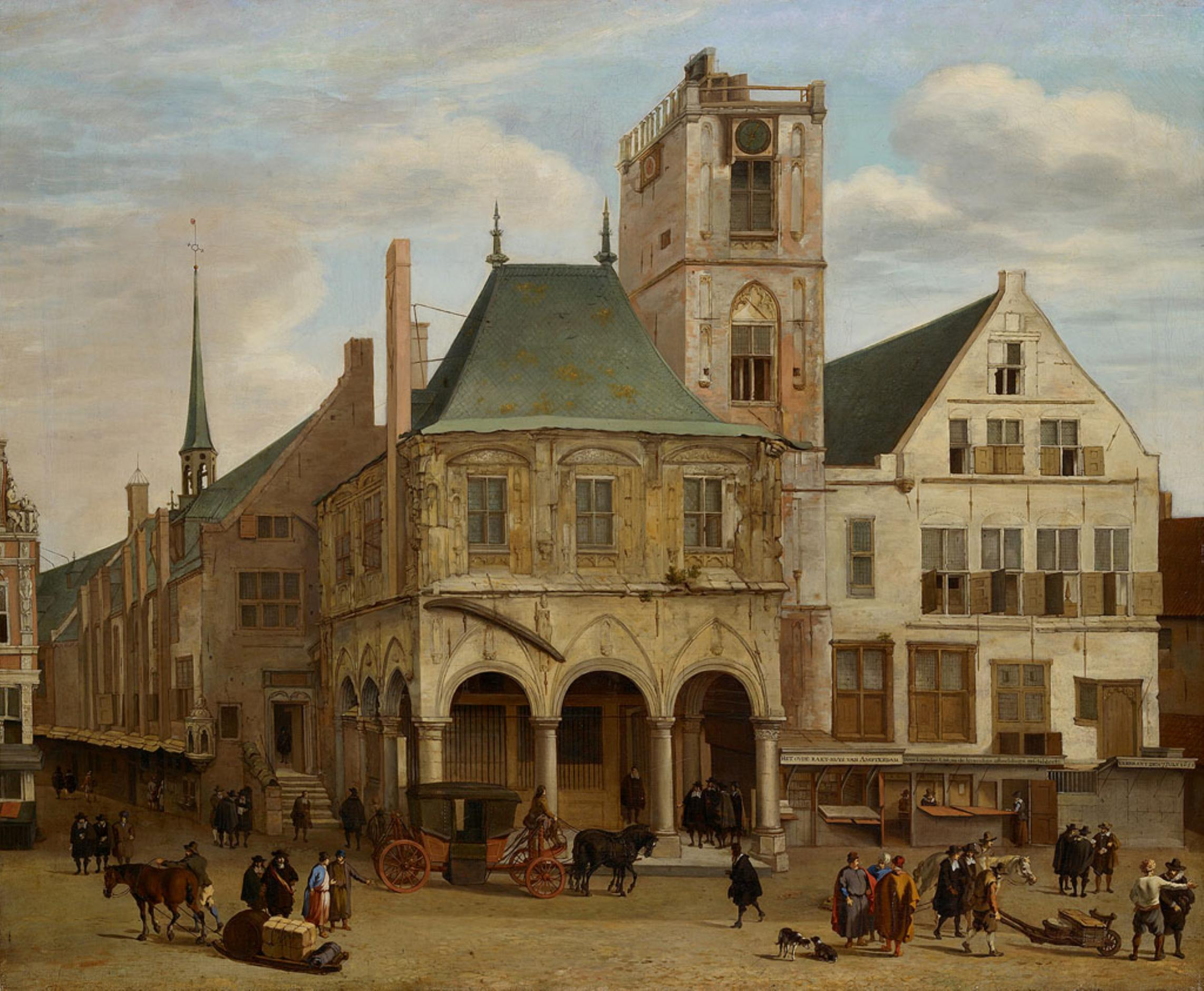
Старая ратуша в Амстердаме. Между 1658 и 1689. Холст, масло. Исторический музей, Амстердам
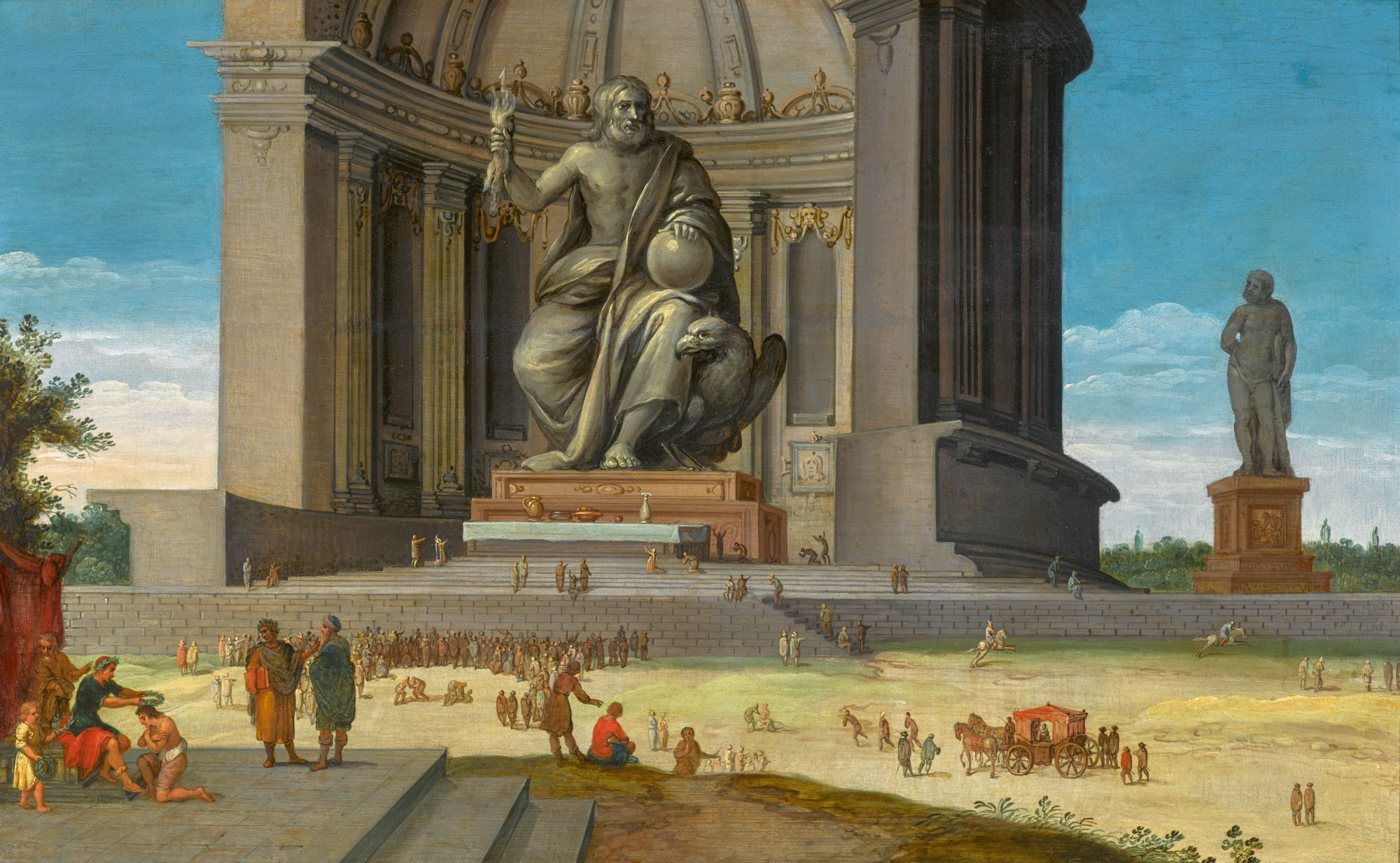
Фидиева статуя Зевса в Олимпии, у подножия которой проходят олимпийские игры. Дерево, масло. Частное собрание
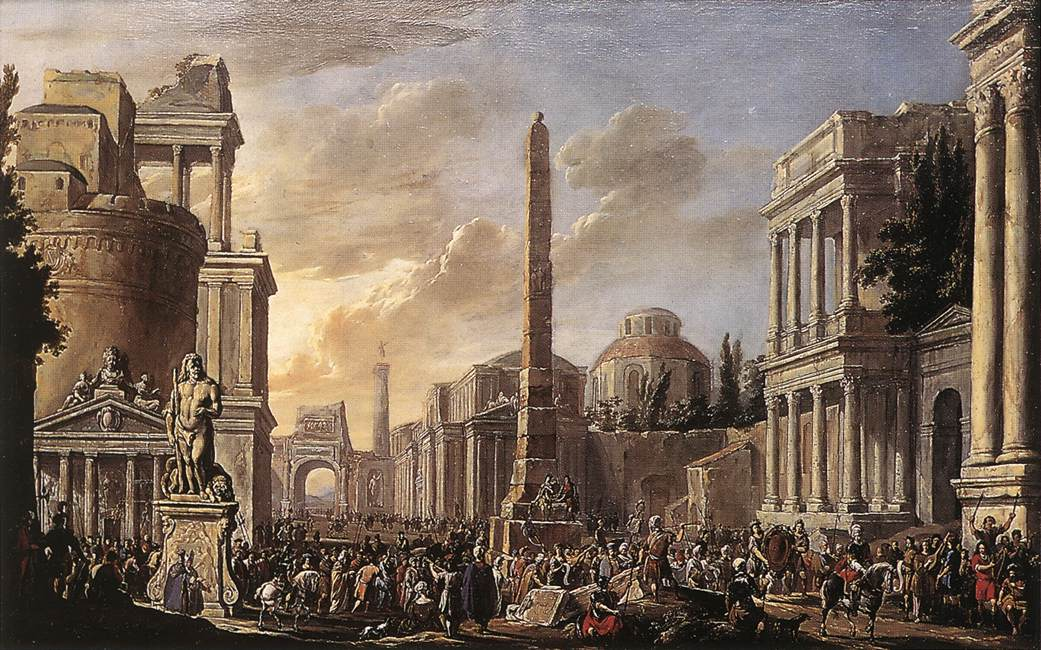
Античный форум и триумфальная процессия. 1670-е. Дерево, масло. Музей Вальрафа-Рихарца, Кёльн